# Boudewijn Sirks
Adriaan Johan Boudewijn Sirks (* 14. September 1947 in Den Haag), bekannt unter dem Namen Boudewijn Sirks und als A. J. B. Sirks, ist ein niederländischer Rechtshistoriker und Papyrologe mit Spezialisierung in Römischem Recht. Er war von 2006 bis 2014 Regius Professor of Civil Law an der Universität Oxford.

## Werdegang
Sirks studierte Jura an der Universität Leiden und später Theologie und Philosophie an der Universität von Amsterdam, wo er 1984 auch Cum laude zum Doktor der Philosophie im Recht promovierte.

## Karriere
Sirks erste Anstellung war eine Forschungsassistenz im Fach Philosophie in Amsterdam. 1978 hielt er die ersten Vorlesungen in Rechtsgeschichte an der Universität Utrecht, wo er später zum Senior Lecturer in "Legal Techniques" aufstieg. Gleichzeitig arbeitete er an seiner Doktorarbeit zur Promotion an der Universität Amsterdam. Dorthin kehrte er 1989 als Reader und amtierender Professor für juristische Techniken zurück.
1997 wurde Sirks Professor für Antike Rechtsgeschichte, Europäische Privatrechtsgeschichte und Zivilrecht am Fachbereich Rechtswissenschaft der Johann Wolfgang Goethe-Universität Frankfurt Er lehrte in Frankfurt bis 2006.
Im Dezember 2005 berief ihn Elisabeth II. von England mit Wirkung ab dem 1. Februar 2006 zum Regius Professor of Civil Law an die University of Oxford. Zugleich wurde er zum Fellow am All Souls College gewählt. Die Ernennung wurde durch den Amtssitz des englischen Premierministers veröffentlicht.

“The Queen has been pleased to approve that Professor A. J. B. Sirks be appointed Regius Professor of Civil Law in the University of Oxford in succession to the late Professor Peter Birks. The appointment will take effect from 1 February 2006.”

„Die Queen hatte das Vergnügen, die Bestellung von Professor A. J. B. Sirks zum Regius Professor of Civil Law an der Universität Oxford in der Nachfolge des verstorbenen Professors Peter Birks zu verkünden. Die Bestellung gilt ab dem 1. Februar 2006.“

Sirks hielt auch Gastprofessuren an der Columbia University in New York, der University of Kansas, diente in der Redaktion des Journal of Legal History, und unterrichtete die durch seinen Vorgänger Peter Birks gegründete Roman Law Group in Edinburgh.
Er ist Mitglied der Studia Amstelodamensia.

## Forschungsinteressen
Sirks interessiert sich für das Römische Recht und das englische Civil Law, das europäische Privatrecht sowie das europäische Kolonialrecht. Darüber hinaus ist er ein anerkannter Papyrologe.

## Bibliografie
Professor Sirks Forschungsinteressen reichen von Privatrecht, insbesondere das europäische Privatrecht, über die antike Rechtsgeschichte und bis zur Papyrologie. Er hat Arbeiten in verschiedenen Bereichen der Jurisprudenz zur Gesetzgebung, Papyrologie, der Antike, einschließlich der frühen römischen Rechtsgeschichte, Themen des Privat- und Administrativrechts sowie des öffentlichen Rechts des späteren Römischen Imperiums, die Übernahme römischen Rechts in Europa und Niederländisch-Indien veröffentlicht. Sirks ist Coautor der Standardausgabe der Papyri von Pommersfelden.
Sein Food for Rome: the Legal Structure of the Transportation and Processing of Supplies for the Imperial Distributions in Rome and Constantinople (1991) entwickelte die Grundtheorie seiner Doktorarbeit weiter. Nach dem Tod des niederländischen Papyrologen Pieter Johannes Sijpesteijn arbeitete Sirks gemeinsam mit K. A. Worp an der Sammlung bislang unveröffentlichter Papyri der hellenistischen, römischen und byzantinischen Zeiten im Andenken an das breite Interessengebiet Sijpesteijns.

## Ehrungen
Zu Ehren von Boudewijn Sirks wurde 2014 eine Festschrift (Inter cives necnon peregrinos: Essays in honour of Boudewijn Sirks) mit Beiträgen von 51 Kollegen veröffentlicht. Auf seiner Abschiedsvorlesung wurde Sirks zum Ritter des Orden vom Niederländischen Löwen ernannt. Die Ehrung wurde durch die niederländische Botschafterin im Vereinigten Königreich, Laetitia van den Assum, vorgenommen.

### Ausgewählte Veröffentlichungen
- mit H. M. A. Jansen, Johannes B. Opschoor: Verkeerslawaai in Nederland. Coutinho, Januar 1977, ISBN 90-6283-504-X.[11]
- Sulpicius Severus' Letter to Salvius. In: Bolletino dell'Istituto di Diritto romano. 85 (1982), S. 143–170.[12]
- Food for Rome: the Legal Structure of the Transportation and Processing of Supplies for the Imperial Distributions in Rome and Constantinople. Gieben, Amsterdam 1991, ISBN 90-5063-069-3[7][13][14]
- Summaria antiqua Codicis Theodosiani. Neuausgabe, mit Anmerkungen In: P. Krüger: Codicis Theodosiani fragmenta Taurinensia. Amsterdam 1996.
- The editing and compilation of the Code. In: I. Wood, Jill Harries: The Theodosian Code: Studies in the Imperial Law of Late Antiquity. 1996.
- Shifting Frontiers in the Law: Romans, Provincials, and Barbarians. In: Ralph Mathisen, Hagith Sivan (Hrsg.): Shifting Frontiers in Late Antiquity. Aldershot, 1996.
- mit P. J. Sijpesteijn, K. A. Worp (Hrsg.): Ein frühbyzantinisches Szenario für die Amtswechslung in der Sitonie: die griechischen Papyri aus Pommersfelden (PPG) mit einem Anhang über die Pommersfeldener Digestenfragmente und die Überlieferungsgeschichte der Digesten. Beck, München 1996.[11][13]
- The Epistula ad Salvium, appended to a letter of Sulpicius Severus to Paulinus: Observations on a recent analysis by C. Lepelley. In: Subseciva Groningana. Vol. VI, (1999) 75
- Saving Souls through Adoption: Legal Adaptation in the Dutch East Indies. In: John W. Cairns, O. F. Robinson: Critical Studies in Ancient Law, Comparative Law and Legal History. Hart Publishing, 2001, ISBN 1-84113-157-1, S. 365–379.
- Sailing in the Off-Season with Reduced Financial Risk. und Some Reflections. In: J.-J. Aubert, A. J. B. Sirks (Hrsg.): Speculum Iuris, Roman Law as a Reflection of Social and Economic Life in Antiquity. The University of Michigan Press, Ann Arbor 2002[3]
- Die Nomination für die städtischen Ämter im römischen Reich. In: A. Cordes, J. Rückert, R. Schulze (Hrsg.): Stadt - Gemeinde - Genossenschaft: Festschrift für Gerhard Dilcher zum 70. Geburtstag. Erich Schmidt Verlag, 2003, ISBN 3-503-06163-0[15]
- mit K. A. Worp (Hrsg.): Papyri in Memory of P J Sijpesteijn. (=American Studies in Papyrology 40). American Society for Papyrologists, Oakville CT 2004, ISBN 0-9700591-0-8[13]
- Der Zweck des Senatus Consultum Claudianum von 52 n. Chr. In: Zeitschrift der Savigny-Stiftung fur Rechtsgeschichte, Romanistische Abteilung. 122 (2005), ISSN 0323-4096, S. 138–149.[16]
- The food distributions in Rome and Constantinople: Imperial power and continuity. In: Anne Kolb: Herrschaftsstrukturen und Herrschaftspraxis: Konzepte, Prinzipien und Strategien der Administration im römischen Kaiserreich. Akademie Verlag, 2006, ISBN 3-05-004149-8.
- The Theodosian Code, a Study. Editions du Quatorze, 2007, ISBN 978-3-00-022777-6.